# مارك روفيرولا
مارك روفيرولا (بالإسبانية: Marc Rovirola) (12 سبتمبر 1992 بكورنيا ديل تيري في إسبانيا - ) هو لاعب كرة قدم إسباني في مركز الوسط. لعب مع نادي جيرونا ونادي فوينلابرادا ونادي ياغوستيرا وCF Riudellots ‏ وCE Banyoles ‏.

## وصلات خارجية
- مارك روفيرولا على موقع قاعدة بيانات كرة القدم.إي يو (الإنجليزية)
- مارك روفيرولا على موقع Soccerway.com (الإنجليزية)
- مارك روفيرولا على موقع AS.com (الإسبانية)